# 83. ловачки авијацијски пук
83. ловачки авијацијски пук (83. лап) био је ваздухопловна јединица Југословенске народне армије и Војске Југославије. Изворно, јединица носи назив 1. југословенски ваздухопловни ловачки пук (рус. 1-й Югославский истребительный авиационный полк) под којим је формирана у Совјетском Савезу.

## Историја јединице

### 1. југословенски ваздухопловни ловачки пук
1. југословенски ваздухопловни ловачки пук формиран је 14. октобра 1944. године у ловачком училишту у Краснодару, од југословенских-партизанских ваздухопловаца. По завршетку обуке је наоружан новим ловцима Јак-3 и пребазиран је у Југославију, на аеродрому Земун 14. септембра 1945. Два дана касније мења назив и постаје 254. ваздухопловни ловачки пук. Састав пука је чинило 180 људи, од којих 37 пилота и 37 механичара.
У овом периоду командант пука био је мајор Петар Радевић, а политички комесар мајор Виктор Бубањ.

### 254. ваздухопловни ловачки пук
254. ваздухопловни ловачки пук (254. влп) формиран је 16. септембра 1945. на аеродрому Земун преименовањем 1. југословенског ваздухопловног ловачког пука. Од 3. августа 1945. у саставу је 3. ваздухопловне ловачке дивизије. 
Због кризе на северозападу земље, сели се на аеродром Нови Сад у пролеће 1946, затим у лето и јесен исте године у Љубљану. 9. августа 1946. дежурни пар авиона Јак-3 управљаним од стране поручника Драгана Зечевић и заставник Драгана Станисављевић оборио је амерички транспортни авион Ц-47 који је око 12,50 часова надлетао аеродром Љубљана. Американци су објашњавали да је авион на лету из Беча за Удине залутао и скренуо са пута, летећи у круг како би се оријентисао. Пилот капетан Вилијам Кромби је мислио да га прате британски ловци. При поготку авиона рањен је један турски капетан, члан посаде. Авион се спустио на ливаду 12 километара од Крања. Посада је ухваћена и одведена на испитивање у хотел који је користила 4. армија. Касније је посада ослобођена 22. августа исте године, а напета ситуација настала овим и још једним фаталним обарањем америчког авиона Ц-47 је смирена након договора амбасадора САД Патерсона и маршала Тита да се исплати по 30.000 америчких долара породицама погинулих авијатичара, укупно 150.000 америчких долара. 
У зиму 1946. године пук се сели у Мостар где остаје делом 1947., па се опет, путем Новог Сада премешта у Љубљану (1947) и Церкље (1947—1948). Године 1948., као и све јединице Југословенске Армије, пук мења назив у 83. ловачки авијацијски пук.
Током постојања 254. влп, њиме су командовали Петар Радевић, Ђорђе Кешељевић, Радован Даковић и Радован Крстић.

### 83. ловачки/ловачко-бомбардерски авијацијски пук
83. ловачки авијацијски пук је остао на аеродрому Церкље делом 1948., али је исте године пребазиран на аеродром Пула, где остаје до 1953. године, када је требало да се пресели на задарски аеродром, али је због Тршћанске кризе поново послат у Церкље, где остаје од октобра 1953. до фебруара 1954., када коначно стиже у Задар. У Задру се пук задржава до 1963, када се премешта на аеродром Голубовци.
Већ застарели совјетски ловци Јак-3 године 1952. су замењени америчким ловцима-бомбардерима F-47Д Тандерболт. Сходно томе пук постаје 83. ловачко-бомбардерски авијацијски пук (83. лбап). Већ након две године пук је пренаоружан модерним млазним ловцима-бомбардериам америчке производње типа F-84Г Тандерџет. Ови авиони ће остати у наоружању пука до 1959. године када пристижу ловци F-86Д Сејбр, те пук поново мења назив у 83. ловачки авијацијски пук. 
Године 1961. спроводи се план реорганизације Југословенског ратног ваздухопловства "Дрвар", којим се уводи нови систем означавања ескадрила, те две ескадриле овог пука постају 120. и 121. ловачка авијацијска ескадрила.
По плану "Дрвар-2", 1964. пук је расформиран, а од његовог састава преостаје само 120. ловачка авијацијска ескадрила кој касније постаје 242. ловачко-бомбардерска авијацијска ескадрила.
До расформирања 1964. године, 83. пуком су командовали Милош Миликић, Анте Сарделић, Радован Крстић и Никола Вучевић.

### Поновно успостављање 83. лап
Према наређењу од 20. јануара 1968., тек 5. октобра исте године од 123. ловачке авијацијске ескадриле на аеродрому Скопски Петровац формира се поново 83. ловачки авијацијски пук. Према наређењу од 14. септембра 1972. пук је пребазиран у аеродром Слатина код Приштине и мења назив у 83. авијацијску бригаду (83. абр). Ова ваздухопловна база за подземним објектима остаће најдуже место базирања пука до краја његовог постојања. 
Први совјетски ловци МиГ-21Ф-13 су уведени у оперативну употребу још 1970. године, а Сејбри којима је пук првобитно био наоружан од поновног успостављања су избачени из бригаде 1974. Новија варијанта МиГ-21ПМФ замењује верзију F-13 1977. године, а ловци у варијанти МиГ-21бис, најмодернији апарати у инвентару ове јединице, уведени су у употребу 1983. године. 
Са распадом Југославије долази до повлачења јединица ратног ваздухопловства и ПВО из република које су прогласиле независност, те делови 117. ловачког пука и 129. ловачке авијацијске ескадриле улазе у састав 83. пука, који поново постаје бригада. У том периоду у јединицу стижу и тренажни ловци МиГ-21УМ. Након што је Југословенска народна армија званично престала да постоји маја 1992. године, 83. авијацијска бригада улази у састав Војске Југославије. Након реорганизације ратног ваздухопловства, бригада је завршила у саставу авијацијског ПВО. Две године касније бригада поново постаје пук и прелази у састав корпуса ПВО. Током деведесетих, као и већина јединица РВ и ПВО, пук и његове ескадриле добијају амблеме. Мигови 21 варијанте ПМФ бивају избачени из употребе 1994. године.
Током НАТО агресије на Савезну Републику Југославију, Војска Југославије и њене јединице РВ и ПВО су примарни циљеви НАТО авијације, а њена инфраструктура поготову. Пошто је аеродром Слатина у близини Приштине, на Косову и Метохији, био је изложен честим нападима. Неколико апарата је уништено на земљи услед поготка НАТО-вих пројектила. Пук током рата није коришћен у борби против агресорске авијације, пошто је донета одлука у команди РВ и ПВО да су апарати типа МиГ-21 превише застарели како би се супродставили модерним авионима ваздушних снага НАТО. Неколико апарата МиГ-29 204. лап је било пребазирано на аеродром Слатина по ратном распореду.
По завршетку ваздушних напада и потписивању војно-техничког споразум у Куманову, све јединице ВЈ су морале да се повуку са територије КиМ. 12. јуна 1999., сви авиони, опрема и људство су напустили веома оштећен аеродром Слатина и предали га руским мировним снагама из састава КФОР-а. Пук се пребазирао на аеродром Батајница где је и расформиран августа исте године. Људство и опрема су завршили у саставу 126. ловачке авијацијске ескадриле 204. ловачког авијацијског пука, настављајући традицију 83. лап, тј. 254. влп. 
Команданти јединице у овом периоду су били Никола Маравић, Ангел Онцевски, Бранко Гајовић, Томислав Ивановић, Јово Шпегар, Мирко Вучинић, Слободан Јеремић, Стјепан Храњец, Зоран Милићевић и Гвозден Урошевић.

## Организација
Током свог постојања, 83. ловачки/ловачко-бомбардерски авијацијски пук/бригада, тј. 1. југословенски ваздухопловни ловачки пук/254. ваздухопловни ловачки пук је био у саставу:
- 3. ваздухопловне ловачке дивизије (1945—1948)
- 44. ваздухопловне дивизије (1948—1949)
- 21. ваздухопловне дивизије (1949—1959)
- 9. ваздухопловне команде (1959—1964)
  - Расформирана
- 13. дивизије ПВО (1968—1973)
- 11. дивизије ПВО (1973—1986)
- 3. корпуса РВ и ПВО (1986—1992)
- Ваздухопловног корпуса (1992–1994)
- корпуса ПВО (1994–1999)

### Потчињене јединице
При оснивању, пук је у свом саставу према совјетској организацији имао у свом саставу три ескадриле, означене као 1., 2. и 3. ескадрила, као и пратеће јединице. Тај вид организације је био задржан дуже време, мада је број ескадрила варирао.
1961-1964
- 83. ловачки авијацијски пук
  - 120. ловачка авијацијска ескадрила
  - 121. ловачка авијацијска ескадрила

1968-1992
- 83. ловачки авијацијски пук/авијацијска бригада
  - 123. ловачка авијацијска ескадрила
  - 130. ловачка авијацијска ескадрила

1992-1994
- 83. авијацијска бригада
  - 123. ловачка авијацијска ескадрила
  - 124. ловачка авијацијска ескадрила
  - 130. ловачка авијацијска ескадрила

1994-1999
- 83. ловачки авијацијски пук
  - 123. ловачка авијацијска ескадрила
  - 124. ловачка авијацијска ескадрила

## Места базирања
- Краснодар, СССР (1944—1945)
- Земун (1945)
- Нови Сад (1946)
- Љубљана (1946)
- Мостар (1946)
- Нови Сад (1947)
- Љубљана (1946)
- Церкље (1947—1948)
- Пула (1948—1953)
- Церкље (1953—1954)
- Земуник (1954—1963)
- Голубовци (1963—1964)
- Скопски Петровац (1968—1970)
- Слатина (1970—1999)
- Батајница (1999)

## Команданти пука/бригаде
- Петар Радевић
- Ђорђе Кешељевић
- Радован Даковић
- Радован Крстић
- Милош Миликић
- Анте Сарделић
- Радован Крстић
- Никола Вучевић
- Никола Маравић
- Ангел Онцевски
- Бранко Гајовић
- Томислав Ивановић
- Јово Шпегар
- Мирко Вучинић
- Слободан Јеремић
- Стјепан Храњећ
- Зоран Милићевић
- Гвозден Урошевић

## Наоружање
- Јак-3 (1944–1952)
- Ф-47Д Тандерболт (1952–1954)
- F-84Г Тандерџет (1952–1959)
- F-86Д Сејбр (1959–1964, 1968–1974)
- МиГ-21Ф-13/ПМФ/бис/УМ (1970-1977/1977-1994/1983-1999/1991-1999)